# Campionati asiatici di scherma 2018
I Campionati asiatici di scherma 2018 sono stati la 21ª edizione della manifestazione continentale organizzata dalla Asian Fencing Union. Si sono svolti dal 17 al 22 giugno 2018 a Bangkok, in Thailandia.

## Medagliere
| Posiz. | Nazione       | Oro | Argento | Bronzo | Totale |
| ------ | ------------- | --- | ------- | ------ | ------ |
| 1      | Corea del Sud | 5   | 5       | 7      | 17     |
| 2      | Cina          | 4   | 1       | 3      | 8      |
| 3      | Hong Kong     | 2   | 2       | 3      | 7      |
| 4      | Giappone      | 1   | 1       | 2      | 4      |
| 5      | Kazakistan    | 0   | 2       | 1      | 3      |
| 6      | Iran          | 0   | 1       | 1      | 2      |
| 7      | Uzbekistan    | 0   | 0       | 1      | 1      |
| Totale | Totale        | 12  | 12      | 18     | 42     |

## Risultati delle gare

### Maschili
| Specialità  | Oro                                                          | Argento                                                                       | Bronzo                                                                         |
| Individuali |                                                              |                                                                               |                                                                                |
| Fioretto    | Cheung Siu Lun                                               | Heo Jun                                                                       | Huang Mengkai Ha Tae-gyu                                                       |
| Spada       | Jung Jin-sun                                                 | Dmitriy Alexanin                                                              | Fong Hoi Sun Koki Kano                                                         |
| Sciabola    | Gu Bon-gil                                                   | Kim Jung-hwan                                                                 | Ali Pakdaman Kim Jun-ho                                                        |
| A squadre   |                                                              |                                                                               |                                                                                |
| Fioretto    | Corea del Sud Ha Tae-gyu Heo Jun Lee Kwang-hyun Son Young-ki | Hong Kong Cheung Ka Long Cheung Siu Lun Ryan Choi Chun-yin Nicholas Choi      | Giappone Kyosuke Matsuyama Toshiya Saito Takahiro Shikine Kenta Suzumura       |
| Spada       | Cina Dong Chao Lan Minghao Shi Gaofeng Xue Yangdong          | Kazakistan Dmitriy Alexanin Elmir Alimzhanov Ruslan Kurbanov Vadim Sharlaimov | Uzbekistan Roman Aleksandrov Fayzulla Alimov Javokhirbek Nurmatov Oleg Sokolov |
| Sciabola    | Cina Lu Yang Wang Shi Xu Yingming Yan Yinghui                | Iran Mojtaba Abedini Mohammad Fotouhi Ali Pakdaman Mohammad Rahbari           | Corea del Sud Gu Bon-gil Kim Jung-hwan Kim Jun-ho Oh Sang-uk                   |

### Femminili
| Specialità  | Oro                                                      | Argento                                                               | Bronzo                                                                              |
| Individuali |                                                          |                                                                       |                                                                                     |
| Fioretto    | Komaki Kikuchi                                           | Jeon Hee-sok                                                          | Fu Yiting Nam Hyun-hee                                                              |
| Spada       | Kong Man Wai Vivian                                      | Kang Young-mi                                                         | Hsieh Kaylin Sin Yan Lee Hye-in                                                     |
| Sciabola    | Kim Ji-yeon                                              | Qian Jiarui                                                           | Lam Hin Wai Choi Soo-yeon                                                           |
| A squadre   |                                                          |                                                                       |                                                                                     |
| Fioretto    | Cina Hong Hyo-jin Hong Seo-in Jeon Hee-sook Nam Hyun-hee | Giappone Choi Soo-yeon Hwang Seon-a Kim Ji-yeon                       | Cina Chen Qingyuan Fu Yiting Huo Xingxin Shi Yue                                    |
| Spada       | Cina Hou Guangjuan Lin Sheng Sun Yiwen Zhu Mingye        | Hong Kong Chu Ka Mong Kaylin Hsieh Vivian Kong Coco Lin               | Corea del Sud Choi In-jeong Kang Young-mi Lee Hye-in Shin A-lam                     |
| Sciabola    | Cina Jia Xiaoye Qian Jiarui Shao Yaqi Yang Hengyu        | Corea del Sud Sera Azuma Komaki Kikuchi Karin Miyawaki Shiho Nishioka | Kazakistan Aibike Khabibullina Tamara Pochekutova Tatyana Prikhodko Aigerim Sarybay |